# Cristina Sáez
Cristina Sáez (Còrdova, 1977) és una periodista especialitzada en cultura digital i ciència. Llicenciada en traducció i interpretació, i també en periodisme per la Universitat Pompeu Fabra, ha realitzat un postgrau de reportatge televisiu. Com a periodista freelance, està especialitzada en divulgació de la ciència i de la cultura digital. Sobre aquests temes escriu habitualment a La Vanguardia, així com a Muy Interesante, Quo México, Historia y Vida i Mètode. Abans, va passar pels diaris Público i Avui. Va dirigir durant dotze temporades el programa de televisió Tendències, de ciència, pensament i cultura digital, que s'emetia a través de la Xarxa de Televisions Locals i en línia a través de laxarxatendencies.com. Ha estat guionista del programa de TVE Redes i col·labora amb el Centre de Regulació Genòmica de Barcelona.